# Konstantin Haschke
Konstantin Haschke (* 1. August 1717 in Neisse, Fürstentum Neisse; † 29. August 1778 in Heinrichau) war ein schlesischer Zisterzienser und Abt der vereinigten Klöster Heinrichau und Zirc.

## Leben
Konstantin Haschke aus Neisse legte 1736 die Profess im Kloster Heinrichau ab und wurde am 23. Dezember 1741 zum Priester geweiht. Danach war er Kurat in Silberberg und Provisor im Kloster. Am 4. Mai 1763 wurde er zum Abt von Heinrichau und in Personalunion Abt von Zirc in Ungarn gewählt, am 24. August 1763 benediziert. Am 6. Dezember 1763 wurde er vom preußischen König Friedrich II. zum Landeshauptmann des Fürstentums Münsterberg bestellt. Von 1768 bis 1778 war er zugleich Generalvikar der schlesischen Ordensprovinz des Zisterzienserordens. Mehrfach reiste er als Visitator nach Ungarn, 1768 zum Generalkapitel nach Cîteaux. Er gründete eine Lateinschule in Heinrichau und ließ das Schloss Schönjohnsdorf nach einem Brand wiederaufbauen.
Er starb am 29. August 1778 in Heinrichau und wurde in der dortigen Stiftskirche beigesetzt. 